# باك مان وورلد
باك مان وورلد (بالإنجليزية: Pac-Man World)‏ لعبة فيديو بلاي ستيشن تم تطويرها من قبل شركة نامكو و فول فات وتم نشرها من قبل شركة نامكو زوو ديجيتال بابليشينج في 12 أكتوبر 1999 في أمريكا الشمالية و 12 سبتمبر 1999 في اليابان و 28 فبراير 1999 في أوروبا و 8 يوليو 2000 في أستراليا وهي عبارة كره صفراء يدعى باك مان يأكل كرات صفراء مضيئة فيخاف منه الأشباح ويستطيع أن يأكلهم .

## القصة
تبدأ القصة قبل عدة اختطافات لعائلة باك مان من قبل زعيم الشر فيخطف أخته الصغرى وجده وأخاه وأمه بعدما كانو يجهزون لحفل باك مان فيأتي هذا الأخير للبيت ويرى البيت منقلب رأسا على عقب فيصرخ ويقرر أن يحرر عائلته من أعوان الشر

## طريقة اللعب
توجد 5 مستويات كل مستوى يوجد به 4 مراحل وكل متسوى ينجزه باك مان يحرر أحد من عائلته إلى ان يصل على زعيم الشر ويهزمه 